# Har Alexander
Har Alexander (hebreiska: הר אלכסנדר) är ett berg i Israel.   Det ligger i distriktet Haifa, i den norra delen av landet. Toppen på Har Alexander är 519 meter över havet, eller 282 meter över den omgivande terrängen. Bredden vid basen är 23,0 km.
Terrängen runt Har Alexander är kuperad åt sydväst, men åt nordost är den platt. Runt Har Alexander är det tätbefolkat, med 427 invånare per kvadratkilometer. Närmaste större samhälle är Umm el Faḥm, 1,1 km väster om Har Alexander. Trakten runt Har Alexander består till största delen av jordbruksmark.